# 郭宗坤
郭宗坤（1977年12月27日—），惇敘工商肄業 ，日本料理店老闆、廚師 ，曾受邀參加蘋果日報「型男主廚到你家活動」 ，曾在三立都會台「型男大主廚」節目，擔任「特別大主廚」 。
2011年6月18日與相戀半年的女友柯以柔結婚。並於2011年柯以柔產下兒子，2013年柯以柔產下女兒。

## 爭議

### 外遇事件
2017年10月底，鏡週刊報導，郭宗坤外遇自家女員工，兩週過夜三次；記者致電訪問時，狡辯睡在樓梯間一夜，並維護該女員工Moe，只擔心該女員工及其母親難過，卻不顧柯以柔的感受，導致柯以柔崩潰。
郭並責怪妻子害自己結紮，沒有幫自己洗衣服，讓大批網友氣憤不已，紛紛發起與響應抵制郭所開的日本料理餐廳。陳美鳳不只心疼柯以柔的遭遇，更怒飆郭宗坤：「錯就是錯了，不要找任何藉口。」
許多女明星藝人們也紛紛在臉書發文力挺柯以柔及痛批：「郭宗坤屢次外遇偷吃還死不認錯，該名女員工明知道郭有妻兒，就不應破壞他人家庭。」
張克帆致電給柯以柔，過程中柯以柔一直哭，張克帆相當不捨，直呼：「哭的我的心都快碎了！」張克帆了解狀況後，為柯以柔平反，透露女方其實不強勢且處處維護著老公，張克帆指責郭宗坤實在不應該，「男人真的不要人在福中不知福」，最後更為柯以柔加油打氣。

### 酒駕事件
2018年10月24晚間11時許，下班開車行經基隆路一段地下道出口時，遭北市信義警分局交通分隊攔查，當場發現車內傳出陣陣酒氣，警員隨即要求他接受酒測，郭也相當配合，只是酒測值高達0.69毫克，郭立即被扣車並帶回警局，偵訊後即被依違反刑法第185-3條不能安全駕駛罪送辦，訊後請回。

## 書籍
| 年份   | 書名                                                                           | 出版社 | ISBN               |
| ------ | ------------------------------------------------------------------------------ | ------ | ------------------ |
| 2014年 | 《餐桌上的魚百科：跟著魚汛吃好魚！從挑選、保存、處理、熟成到料理的全食材事典》 | 麥浩斯 | ISBN 9789865802578 |

## 外部連結
- 味留股份有限公司台灣公司資料
- 味柔股份有限公司台灣公司資料
- 郭宗坤的Facebook專頁
- 味留 一升庵的Facebook專頁